# Кадун, Николай Васильевич
Николай Васильевич Кадун (5 мая 1919 — 1944) — капитан Рабоче-крестьянской Красной Армии, участник Великой Отечественной войны, Герой Советского Союза (1944).

## Биография

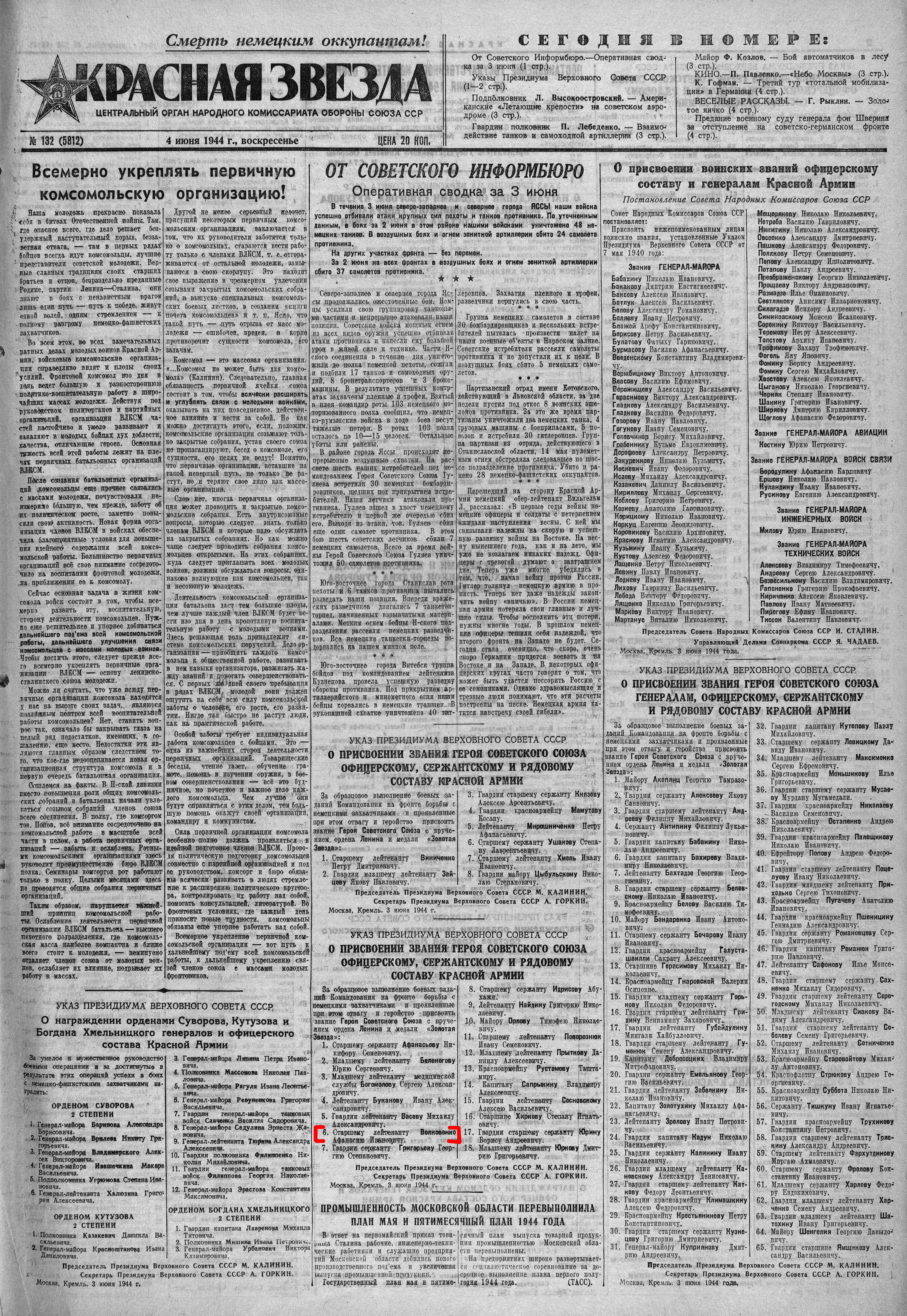
Газета "Красная Звезда" за 4 июня 1944 года.

Николай Кадун родился 5 мая 1919 года в селе Батурине (ныне — город в Бахмачском районе Черниговской области Украины). Его родительский дом находился на центральной улице села, напротив местной школы.
Окончил восемь классов школы. В 1936 году Кадун был призван на службу в Рабоче-крестьянскую Красную Армию. В 1938 году он окончил Ленинградское военное артиллерийское училище. С июля 1941 года — на фронтах Великой Отечественной войны. Принимал участие в боях на Юго-Западном и 3-м Украинском фронтах. К декабрю 1943 года гвардии капитан Николай Кадун командовал дивизионом 103-го гвардейского пушечного артиллерийского полка 6-й армии 3-го Украинского фронта.
10-15 декабря 1943 года дивизион Кадуна участвовал в боях на плацдарме на западном берегу Днепра к юго-западу от Запорожья, отразил большое количество немецких контратак, уничтожив несколько артиллерийских батарей, более 10 танков, 5 бронемашин, большое количество солдат и офицеров противника. Когда немецкие войска прорвались к его командному пункту, Кадун вызвал по радио огонь на себя. Несмотря на полученное ранение, он продолжал сражаться и руководить действиями своего дивизиона.
Указом Президиума Верховного Совета СССР от 3 июня 1944 года за «образцовое выполнение боевых заданий командования и проявленные при этом мужество и героизм» гвардии капитан Николай Кадун был удостоен высокого звания Героя Советского Союза. Орден Ленина и медаль «Золотая Звезда» он получить не успел, так как в одном из боёв на территории Молдавской ССР получил тяжёлое ранение, от которого скончался 27 июля 1944 года. Похоронен в Тирасполе.
Был также награждён орденами Отечественной войны 1-й и 2-й степеней, орденом Красной Звезды.
В честь Кадуна названа улица и установлен бюст в Батурине.